# Rumoi
Rumoi (留萌市 Rumoi-shi?) es la ciudad capital de la subprefectura de Rumoi, Hokkaidō, Japón.
A partir de 2008, la ciudad tiene una población estimada de 26 017 y la densidad de 87,5 habitantes por km². La superficie total es de 297,44 km².

## Geografía
Rumoi está situada en el sur de la subprefectura Rumoi. El río Rumoi atraviesa la ciudad.
Clima
Rumoi tiene un clima continental húmedo con veranos cálidos e inviernos fríos. La precipitación es abundante durante todo el año, pero aún más de agosto a diciembre.
| Parámetros climáticos promedio de Rumoi | Parámetros climáticos promedio de Rumoi | Parámetros climáticos promedio de Rumoi | Parámetros climáticos promedio de Rumoi | Parámetros climáticos promedio de Rumoi | Parámetros climáticos promedio de Rumoi | Parámetros climáticos promedio de Rumoi | Parámetros climáticos promedio de Rumoi | Parámetros climáticos promedio de Rumoi | Parámetros climáticos promedio de Rumoi | Parámetros climáticos promedio de Rumoi | Parámetros climáticos promedio de Rumoi | Parámetros climáticos promedio de Rumoi | Parámetros climáticos promedio de Rumoi |
| Mes                                     | Ene.                                    | Feb.                                    | Mar.                                    | Abr.                                    | May.                                    | Jun.                                    | Jul.                                    | Ago.                                    | Sep.                                    | Oct.                                    | Nov.                                    | Dic.                                    | Anual                                   |
| --------------------------------------- | --------------------------------------- | --------------------------------------- | --------------------------------------- | --------------------------------------- | --------------------------------------- | --------------------------------------- | --------------------------------------- | --------------------------------------- | --------------------------------------- | --------------------------------------- | --------------------------------------- | --------------------------------------- | --------------------------------------- |
| Temp. máx. abs. (°C)                    | 7.8                                     | 10.9                                    | 16.8                                    | 24.6                                    | 29.3                                    | 32.0                                    | 33.7                                    | 35.6                                    | 33.1                                    | 24.9                                    | 21.2                                    | 14.0                                    | 35.6                                    |
| Temp. máx. media (°C)                   | -1.9                                    | -1.5                                    | 2.4                                     | 9.2                                     | 14.9                                    | 18.5                                    | 22.6                                    | 24.4                                    | 20.6                                    | 14.5                                    | 7.3                                     | 1.3                                     | 11                                      |
| Temp. media (°C)                        | -5.1                                    | -4.9                                    | -0.9                                    | 5.2                                     | 10.5                                    | 14.7                                    | 19.0                                    | 20.6                                    | 16.3                                    | 10.3                                    | 3.9                                     | -1.6                                    | 7.3                                     |
| Temp. mín. media (°C)                   | -8.8                                    | -8.9                                    | -4.7                                    | 1.3                                     | 6.3                                     | 11.3                                    | 16.0                                    | 17.3                                    | 12.1                                    | 6.0                                     | 0.6                                     | -4.6                                    | 3.7                                     |
| Temp. mín. abs. (°C)                    | -23.4                                   | -22.8                                   | -22.4                                   | -10.1                                   | -2.8                                    | 1.6                                     | 5.0                                     | 7.1                                     | 1.1                                     | -4.4                                    | -9.5                                    | -21.4                                   | -23.4                                   |
| Precipitación total (mm)                | 108.8                                   | 76.7                                    | 61.0                                    | 53.3                                    | 60.9                                    | 66.0                                    | 94.1                                    | 148.4                                   | 147.1                                   | 142.3                                   | 144.0                                   | 136.7                                   | 1239.3                                  |
| Nevadas (cm)                            | 150                                     | 103                                     | 57                                      | 6                                       | 0                                       | 0                                       | 0                                       | 0                                       | 0                                       | 1                                       | 36                                      | 126                                     | 479                                     |
| Horas de sol                            | 50.6                                    | 76.6                                    | 141.2                                   | 170.8                                   | 190.4                                   | 181.9                                   | 172.7                                   | 172.5                                   | 174.7                                   | 130.1                                   | 53.5                                    | 30.2                                    | 1545.2                                  |
| Humedad relativa (%)                    | 77                                      | 76                                      | 73                                      | 71                                      | 74                                      | 82                                      | 83                                      | 83                                      | 78                                      | 73                                      | 73                                      | 77                                      | 76.7                                    |
| Fuente: NOAA (1961–1990)                |                                         |                                         |                                         |                                         |                                         |                                         |                                         |                                         |                                         |                                         |                                         |                                         |                                         |

## Ciudades hermanas
Ulán-Udé, Buriatia, Rusia (5 de julio de 1972)